# Distrito de Barmer
Barmer (en hindi: बाड़मेर जिला) es un distrito de la India en el estado de Rajastán. Código ISO: IN.RJ.BM.
Comprende una superficie de 28387 km².
El centro administrativo es la ciudad de Barmer.

## Demografía
Según censo 2011 contaba con una población total de 2604453 habitantes, de los cuales 1 233 959 eran mujeres y 1 370 494 varones.